# Salinis Calcio a 5
L'Associazione Sportiva Dilettantistica Salinis Calcio a 5 è stata una squadra maschile italiana di calcio a 5 con sede a Margherita di Savoia, in provincia di Barletta-Andria-Trani.

## Storia

### Campionati regionali
La società, fondata nel 2005, disputa per quattro anni il campionato regionale di serie C2 finché nella stagione 2009-10, guidata in panchina da Salvatore Delvecchio già artefice dei successi regionali del settore giovanile, centra il double vincendo campionato e Coppa Puglia imponendosi in finale contro l'L.C. Five Martina. La squadra sfiora anche la vittoria della Supercoppa Puglia venendo però sconfitta in rimonta dal Sammichele vincitore della Coppa Italia regionale. Al primo anno di serie C1 la squadra chiude la stagione regolare al terzo posto, venendo nuovamente sconfitta dal Sammichele in semifinale play-off. Nel 2011 si registra un avvicendamento in panchina, affidata ora a Domenico Lodispoto, primo capitano della società, che guida la squadra alla promozione in serie B. 

### Serie B
All'esordio nei campionati nazionali la Salinis si piazza al secondo posto del girone C, preceduta solamente dal Forlì. Nonostante la sconfitta contro il Porto San Giorgio alla prima partita dei play-off, la compagine margheritana nelle partite successive raccoglie cinque vittorie, di cui due in finale contro l'Atlante Grosseto, conquistando la seconda promozione consecutiva. 

### Serie A2
All'esordio in serie A2 la Salinis pareggia per 3-3 l'incontro esterno contro il Potenza; la stagione si conclude con una sofferta salvezza, conquistata solamente all'ultima giornata. Nel campionato successivo, la sezione maschile raggiunge l'apice della sua storia sportiva: trascinata dalle reti degli argentini Nardacchione e Perri, nella prima metà della stagione regolare la squadra lotta per le posizioni di vertice, qualificandosi come prima del proprio girone alla Coppa Italia di Serie A2. La flessione patita nella seconda metà della stagione non compromette la qualificazione ai play-off, ottenuta in virtù del quinto posto finale. Nelle stagioni seguenti la Salinis disputa stabilmente dei campionati di metà classifica, sfiorando tuttavia, nel 2017-18, una nuova qualificazione ai play-off. La squadra margheritana conclude la stagione regolare al quinto posto, a pari punti con Barletta e Ciampino Anni Nuovi, ma gli scontri diretti sfavorevoli premiano i corregionali. Nell'estate del 2019 la società non presenta domanda di iscrizione al campionato di Serie A2 maschile, proseguendo tuttavia l'attività nel calcio a 5 femminile.

## Statistiche e record
| Livello | Categoria | Partecipazioni | Debutto   | Ultima stagione |
| ------- | --------- | -------------- | --------- | --------------- |
| 2°      | Serie A2  | 6              | 2013-2014 | 2018-2019       |
| 3°      | Serie B   | 1              | 2012-2013 | 2012-2013       |
| 4º      | Serie C1  | 2              | 2010-2011 | 2011-2012       |
| 5º      | Serie C2  | 5              | 2005-2006 | 2009-2010       |

## Organigramma
- Presidente: Salvatore Forte
- Presidente Onorario: Bernardo Lodispoto
- Allenatore: Domenico Lodispoto
- Allenatore in seconda e Under 21: Antonio Capuano
- Massaggiatore: Alessandro Delvecchio